# بیله‌جری
بیله‌جری (به ترکی آذربایجانی: Biləcəri) شهری است در نزدیکی باکو که عمدتاً جزو حومه شهر باکو به شمار می‌رود. این شهر ۴۵۶۷۸ نفر جمعیت دارد.